# Ducado de Nassau
O Ducado de Nassau foi um dos membros da Confederação Germânica durante 60 anos, de 1806 a 1866. O território do Ducado é atualmente parte dos Estados Federados da Hesse e Renânia-Palatinado. A capital de Nassau foi a cidade de Weilburg (até 1816) e mais tarde Wiesbaden. A dinastia governante, atualmente extinta em sua linhagem masculina, foi a Casa de Nassau.

## Geografia
O Ducado tinha uma área de cerca de 4.700 km ², com uma área de 105 km de norte a sul e a 75 km de leste a oeste. Sua topografia era essencialmente composta por planícies, embora ele foi trespassado por uma cadeia de montanhas, também regada pelos rios Lahn, Sieg e Reno. Juntou-se a leste e a sul com o Grão-Ducado de Hesse, a leste por Hesse-Homburg e o Frankfurt e no Ocidente em Província do Reno (pertencente à Prússia) Wetzlar distrito situava-se como um enclave.

## História

### A origem do Ducado
Foi criado em 17 de julho de 1806 dos antigos Condados de Nassau-Usingen e Nassau-Weilburg, que faziam parte da Confederação do Reno e sob a pressão de Napoleão Bonaparte fusionados em 30 de agosto daquele ano de forma definitiva no Ducado de Nassau, à frente do governo conjunto de Federico Augusto de Nassau-Usingen e seu primo mais novo príncipe Federico Guilherme de Nassau-Weilburg. Desde que o primeiro não tinha herdeiros, ele concordou que Federico Guillerme era o único herdeiro, após a sua morte. Frederick William, no entanto, morreu em um acidente de 9 de janeiro de 1816, ao cair das escadas no Castelo de Weilburg, apenas duas semanas antes da morte de seu primo, e foi quando o filho dele  William tornou-se herdeiro do trono e Duque de Nassau, que consolidou o Ducado e expandiu-se significativamente.

### Reformas políticas

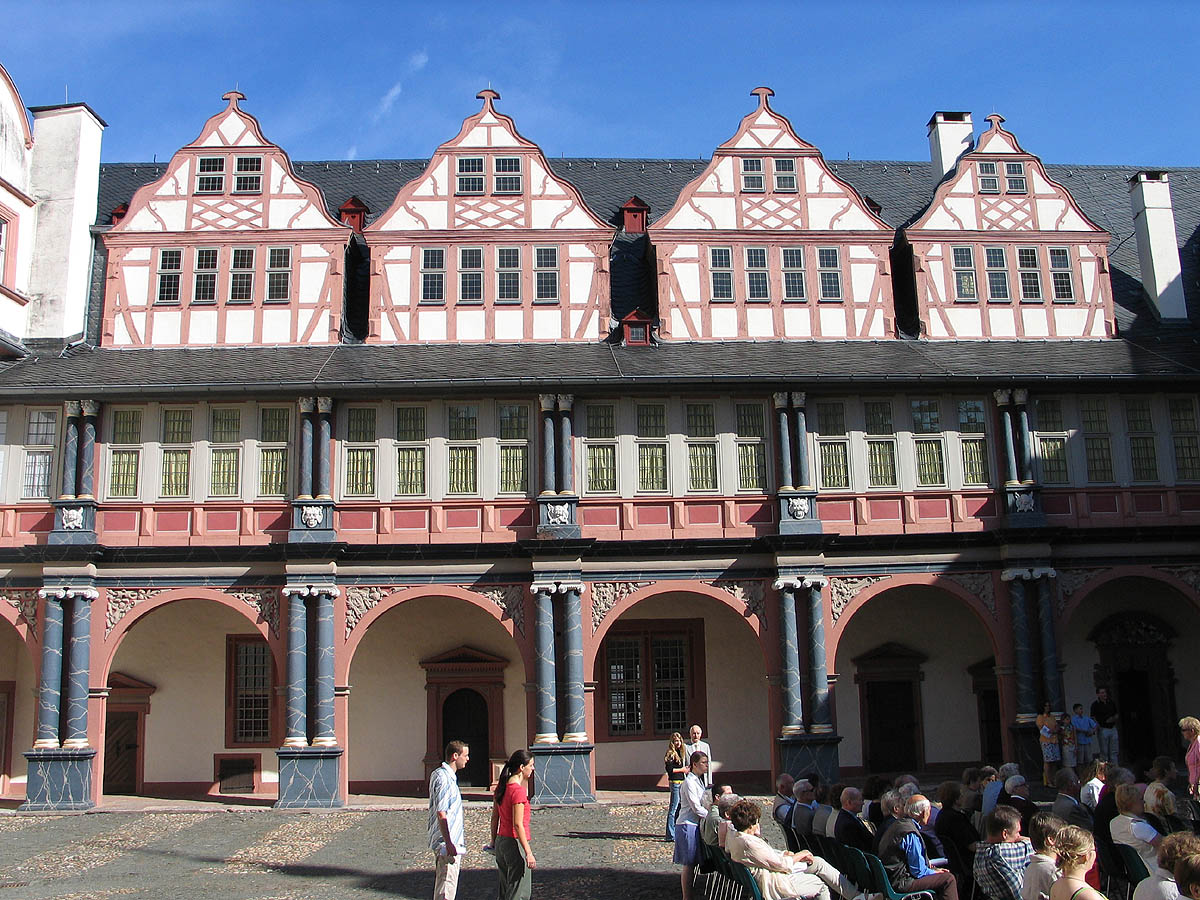
Castelo de Weilburg, residência dos Duques até 1817.

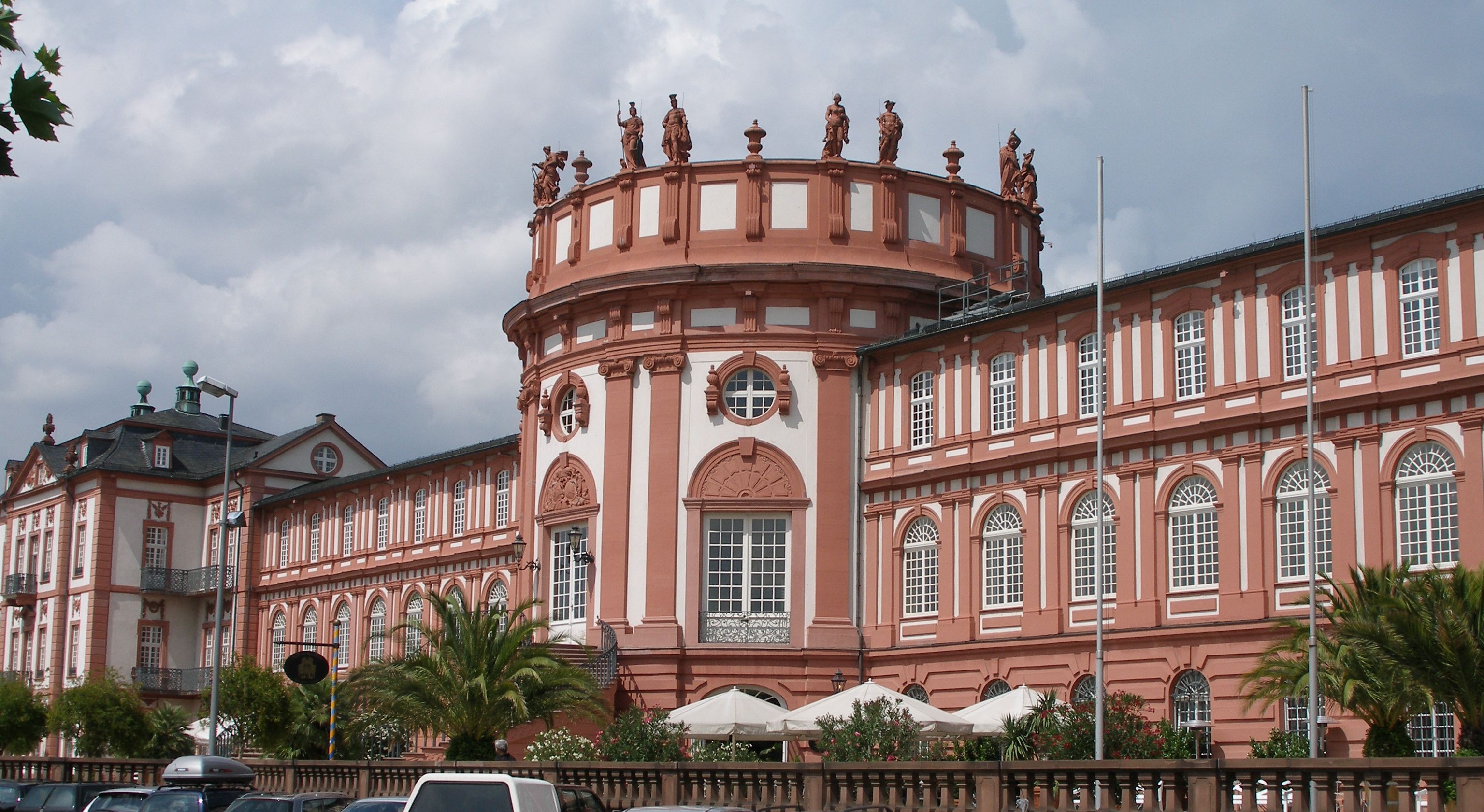
Castelo de Biebrich, residência dos Duques entre 1817-1841.

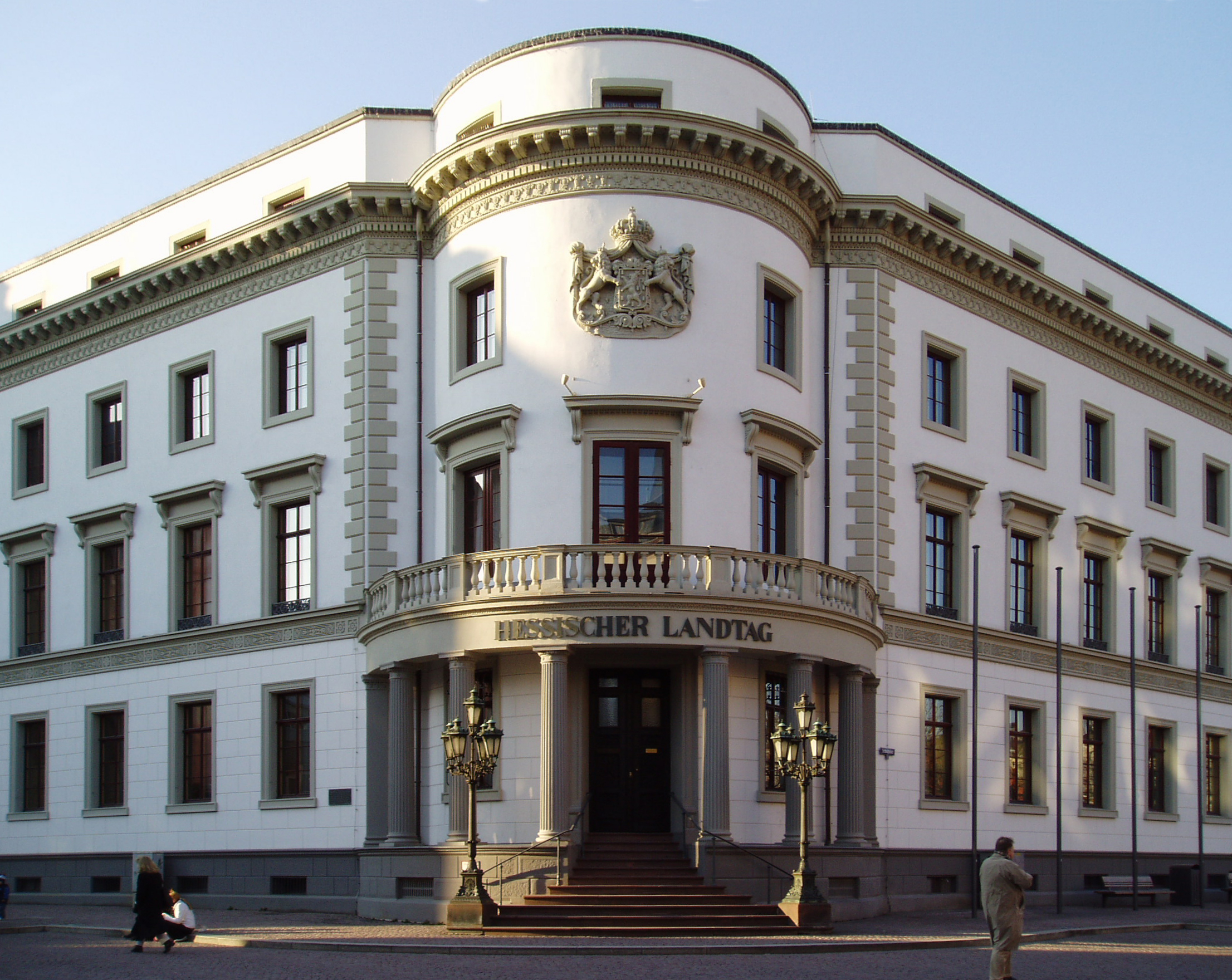
O concluído em 1841, o Stadtschloss (Castelo de) Wiesbaden substituiu Biebrich como a residência dos Duques de Nassau.

Seguindo os princípios de ilustração, ocorreram uma série de reformas, como o decreto de abolição da servidão (1806), liberdade de imprensa (1810) e reforma tributária. Em 1812 foram substituídos um total de 991 direto por impostos de propriedade comuns e o imposto sobre determinadas profissões, entre outros. Além disso, o castigo corporal e desonroso foram abolidos e estabeleceu-se normas que promovam a responsabilidade pessoal na exploração de águas subterrâneas e do solo.
Inicialmente, o ducado foi dividido em três condados de Wiesbaden, Weilburg e Ehrenbreitstein, e a partir de 1 de agosto de 1809 foi dividida em quatro distritos.

### A constituição de 1814

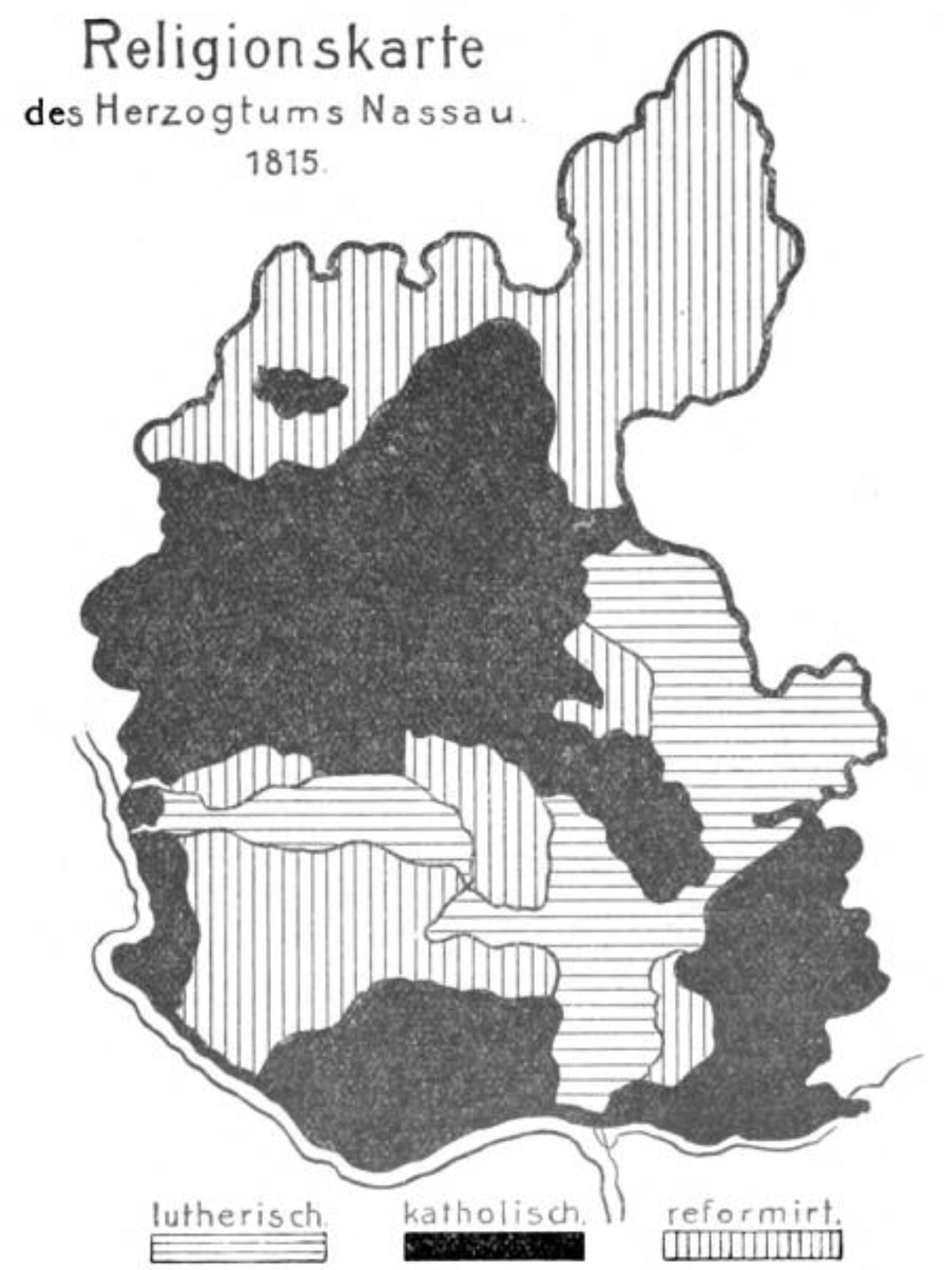
Distribuição das religiões dominantes no Ducado, sendo Luterana, Católica e outras em 1815.

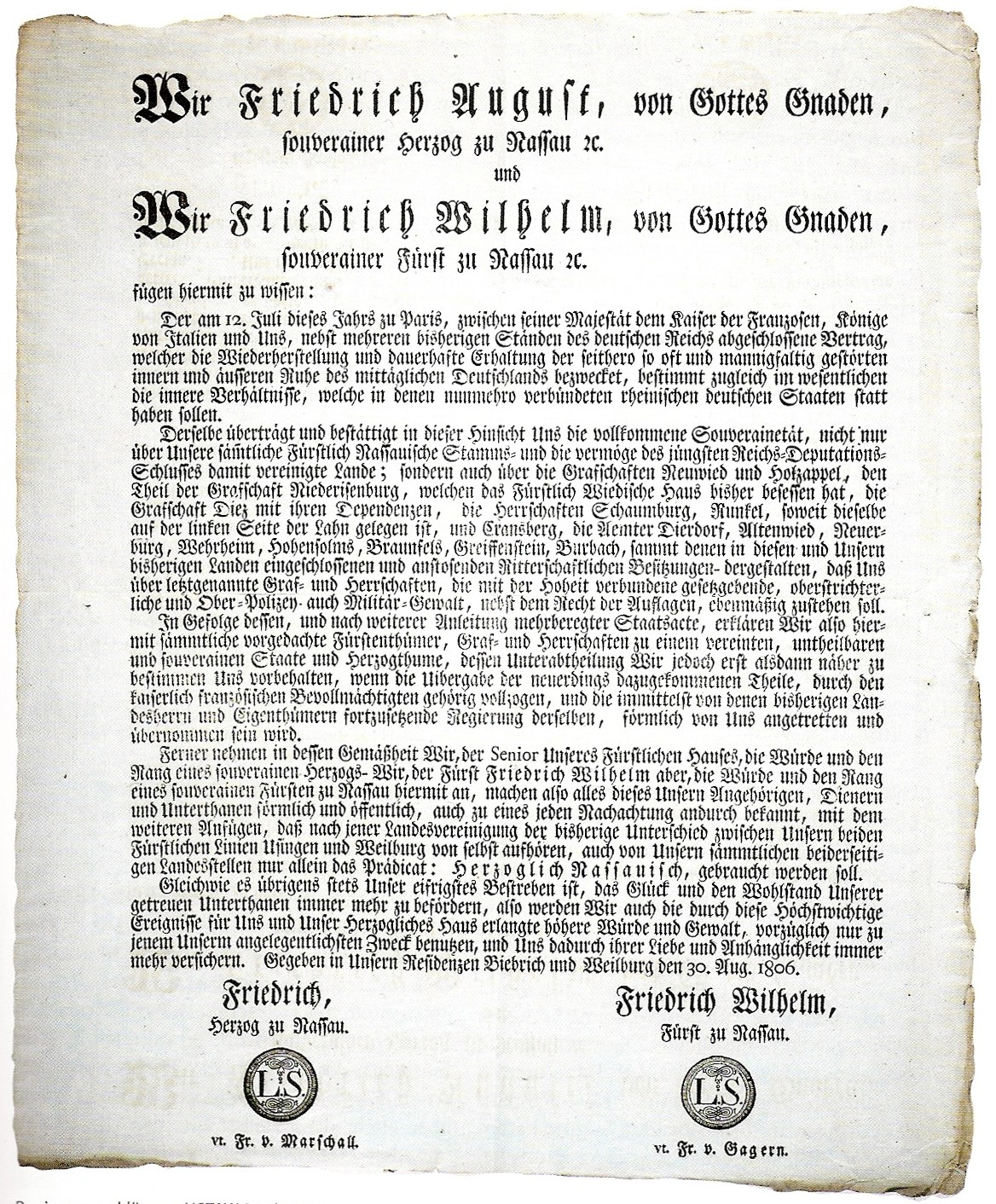
Constitução de Nassau em 1806.

Escudo de Armas do Ducado (1846).

Em 2 de setembro de 1814, foi aprovada a primeira constituição moderna em um estado alemão: garantir a liberdade de propriedade, a tolerância religiosa e a liberdade de imprensa. Ela foi influenciada por Karl Freiherr vom Stein. Em 28 de dezembro de 1849, a Constituição foi substituída por uma reforma constitucional, que tinha sido as exigências democráticas da Revolução de Março.

### Congresso de Viena

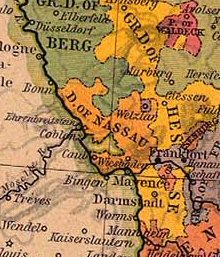
Ducado de Nassau em 1812.

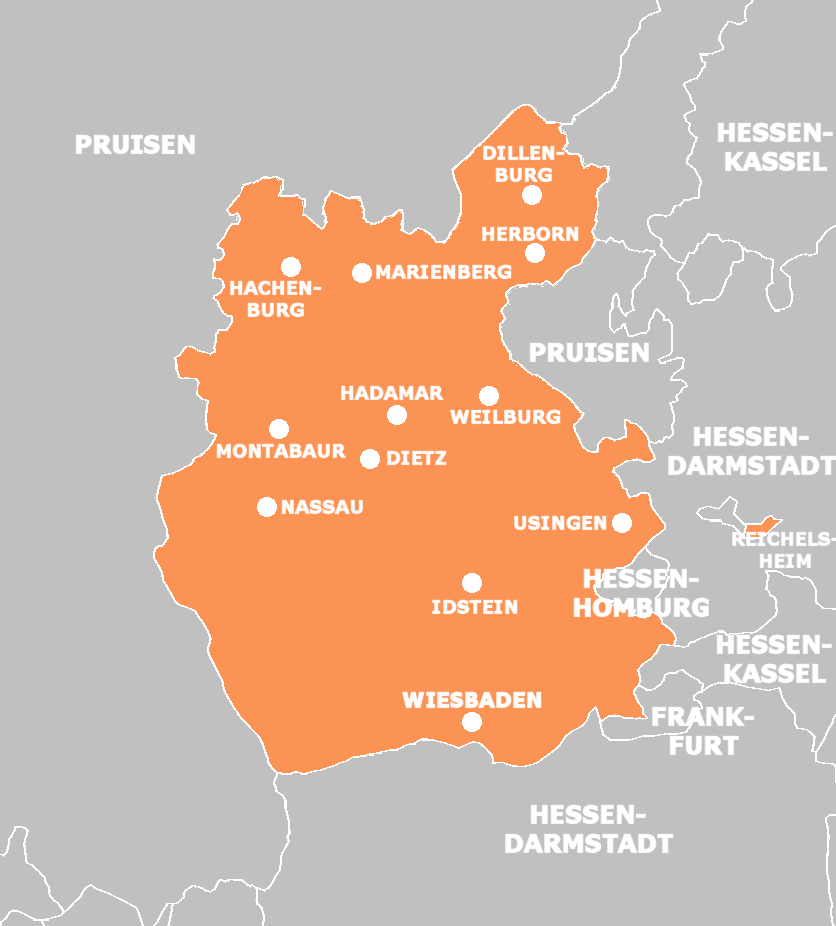
Nassau em 1848.

Posterior ao Congresso de Viena, em 1815, o Principado de Orange-Nassau foi incorporado ao Ducado de Nassau, em 31 de maio do mesmo ano, uma vez que o Reino Unido dos Países Baixos teve que renunciar as suas ancestrais terras da Alemanha e, posteriormente, o Ducado foi unificado Confederação Germânica, compartilhando a votação sobre isso com o Ducado de Brunswick nas reuniões da dieta e com voto individual na Assembleia Geral.
Em 1818 - pela primeira vez na Alemanha - tinha um sistema integrado de saúde nacional.

### Fim do Ducado
Após a derrota da Áustria na Guerra das Sete Semanas em 1866, o Ducado juntamente com outros territórios foram anexados pelo Reino da Prússia. O ducado foi fundido com o Eleitorado de Hesse-Kassel e o Cidade livre de Frankfurt am main, formando parte da província prussiana de Hesse-Nassau. O último duque de Nassau, Guillerme Adolfo, que tinha sido destronado, tornou-se em 1890 em Luxemburgo o o herdeiro de seu tio  William III desde que a linha masculina de Nassau-Dillenburg tornou-se extinto.

## População
O Ducado aquando da sua fundação, em 1806 tinha 302,769 habitantes, que eram em sua maioria agricultores, trabalhadores diários(diaristas) ou artesãos. Em 1819, a sete por cento dos habitantes de Nassau vivinham em povoações com mais de 2.000 habitantes e as restantes em 850 povoados e 1.200 fazendas. Wiesbaden foi a cidade mais populosa, com cerca de 5.000 habitantes e com aproximadamente 2.600 habitantes Limburg-do-Lano foi a segunda cidade em importância. Em 1847, a população cresceu de 14.000 habitantes em Wiesbaden e 3.400 pessoas em Limburgo.

## Religião
A fusão dos dois territórios, a secularização, a maior cobertura da mídia criou um Estado religioso não-uniforme. A divisão religiosa foi em 1820: 53% protestantes e 45% Católica, 1,7% judeu e 0,06% Menonitas. A maioria das vilas e cidades foram dominadas por uma das duas confissões cristãs. Em 1817 as várias denominações protestantes se juntaram para formar a Igreja Luterana em Nassau. No que diz respeito a Igreja Católica, já em 1804 foram as primeiras tentativas de criar um diocese católica em Nassau. Mas não foi até 1821, que foi acordado pelo Ducado de Nassau e o Santa Sé a Fundação da Diocese de Limburgo, em 1827.

## Economia
A situação económica do pequeno Ducado era precária. A maioria do seu território foi dedicada à agricultura, bem como mais de um terço da população ativa estava dedicada a agricultura, foi dedicado quase exclusivamente composta por pequenas explorações agrícolas familiares. Estes pequenos agricultores dependiam, principalmente, um segundo emprego; em relação ao comércio, foi formado na maioria por artesões.

### Mineração
Principalmente consistindo de extração e fundição de minério de ferro; Assim, em 1828 aproximadamente 760.000 quilos foram extraídos, em 1864, foram extraídos mais de 6,5 milhões de quintais. A produção diminuiu de 1858 a 1860 ao meio cerca de 2,6 milhões de toneladas.
No entanto, ele nunca conseguiu construir uma indústria em grande escala; as participações eram pequenas. O principal combustível foi exclusivamente baseado no carvão, embora a produção não pudesse ser expandida sem danificar as florestas. Então havia apenas um ferreiro em 1847 com mais de 200 empregados.
Também existiram explorações de chumbo e prata; exploração mínima foi em 1840, com cerca de 30.000 quintais e a máxima 133.000 em 1864. A maior mina de prata tinha 300 funcionários. Com respeito ao zinco em 1850, foi sua produção máxima com quase 19.000 quintais, este mineral era exportado em sua totalidade, enquanto cobre também teve um baixo rendimento (um máximo de exportação de 1864 com cerca de 12.000 quintais). Marginalmente manteve-se a exploração de níquel (22.000 toneladas em 1862). A produção de pedreiras de ardósia do Ducado foi entre 10.000 (1828) e 38.000 libras (1862) de material. A argila também se extraía em Westerwald e até três quarto eram peças processadas na indústria de cerâmica do Ducado. Em 1828, a produção foi ligeiramente inferior a 95 000 quintais; em 1864 cerca de 440 mil quintais. O máximo de emprego foi alcançado em 1862 com 262 trabalhadores na mineração de argila.

## Política do Ducado

### Parlamento

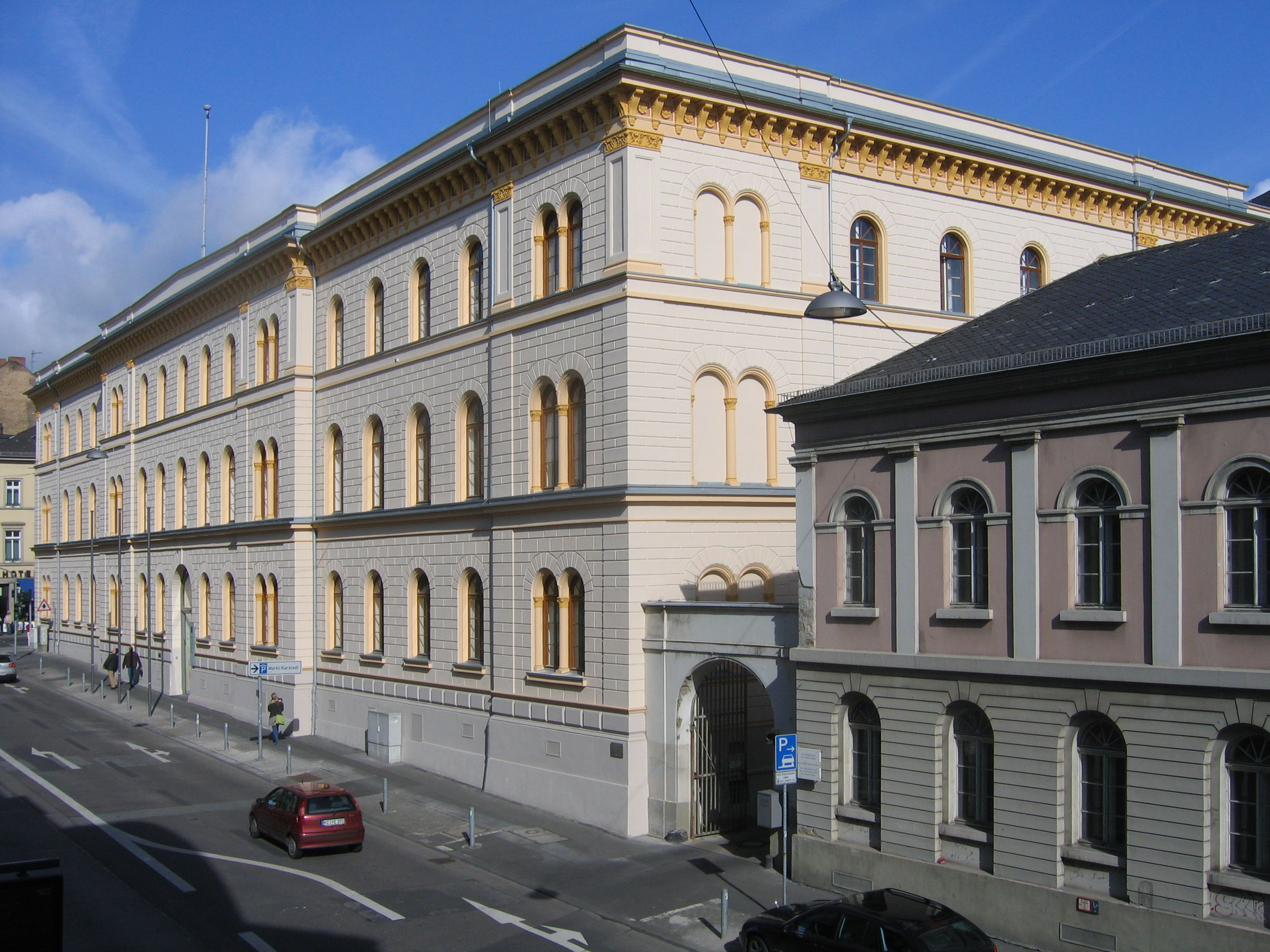
Edifício do governo central do Ducado em Wiesbaden.

De acordo com a constituição de 1814, o Parlamento consistia de duas câmaras: a Assembleia Nacional dos Deputados e Assembléia dos Senhores. Na Primeira Câmara havia onze membros, onde se encontravam os Príncipes da casa de Nassau e representantes dos nobres. Os 22 membros da Segunda Câmara (Assembléia Nacional dos Deputados) foram eleitos em grande parte por censo eleitoral, mas aqueles que tinham o direito de escolha deve ser proprietários de terras; Além disso, havia três representantes do clero e professores.
Mas somente quatro anos após a promulgação da Constituição, no início de 1818 é que as primeiras eleições foram reconhecidas pelo Duque.

### Política externa
A política externa do Ducado, devido ao seu pequeno tamanho e fraqueza econômica, sempre foi limitado, tanto que no período napoleônico foi completamente inexistente. No que diz respeito o "exército" de Nassau, seus contingentes militares foram usados por Napoleão Bonaparte à sua vontade: primeiro em 1806 como as forças de ocupação de Berlim; Posteriormente, três batalhões participaram no site do Kolberg em 1807, dois regimentos de infantaria e dois esquadrões de cavalaria estavam lutando por mais de cinco anos com Napoleão em Espanha - apenas metade retornou. Finalmente Nassau, em novembro de 1813 foi alterado o lado dos aliados contra Napoleão: isto é como soldados de Nassau participaram na batalha de Waterloo.

## Duques de Nassau
- O Duque Guilherme I é filho de Federico Guilherme de Nassau-Weilburg

- Em 1255, os filhos de Henrique II de Nassau, Walram II e Oto I, dividiram asua herança do Condado de Nassau:

- - Os descendentes de Walram ficaram conhecidos como o ramo walramiano, que se tornou importante no Condado de Nassau e Luxemburgo. Cada Grão-Duque de Luxemburgo reinante, utiliza o título de Duque de Nassau. Os Duques de Nassau foram do ramo walramiano da Casa de Nassau.

- - Os descendentes de Oto I de Nassau ficaram conhecidos como o ramo otoniano, que herdariam partes de Nassau, França e Países Baixos.

| Duque            | Data de nascimento  | Data do Falecimento    | Reinado                                       |
| ---------------- | ------------------- | ---------------------- | --------------------------------------------- |
| Federico Augusto | 23 de Abril de 1738 | 24 de Março de 1816    | 30 de Agosto de 1806 – 24 de Março de 1816    |
| Guilherme I      | 14 de Junho de 1792 | 20 de Agosto de 1839   | 24 de Março de 1816 – 20 de Agosto de 1839    |
| Adolfo I         | 24 de Julho de 1817 | 17 de Novembro de 1905 | 20 de Agosto de 1839 – 20 de Setembro de 1866 |

Duques de Nassau
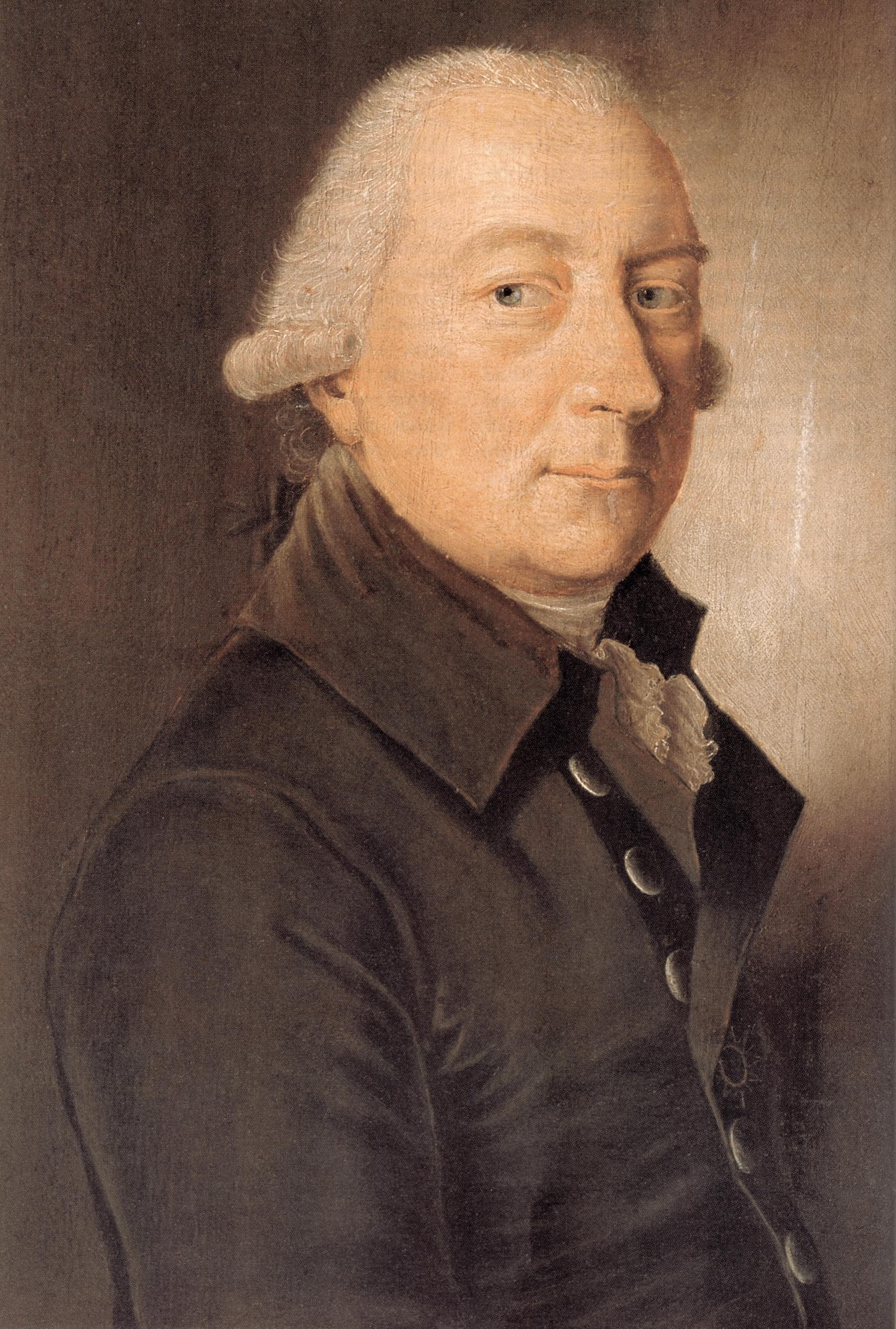
Federico Augusto
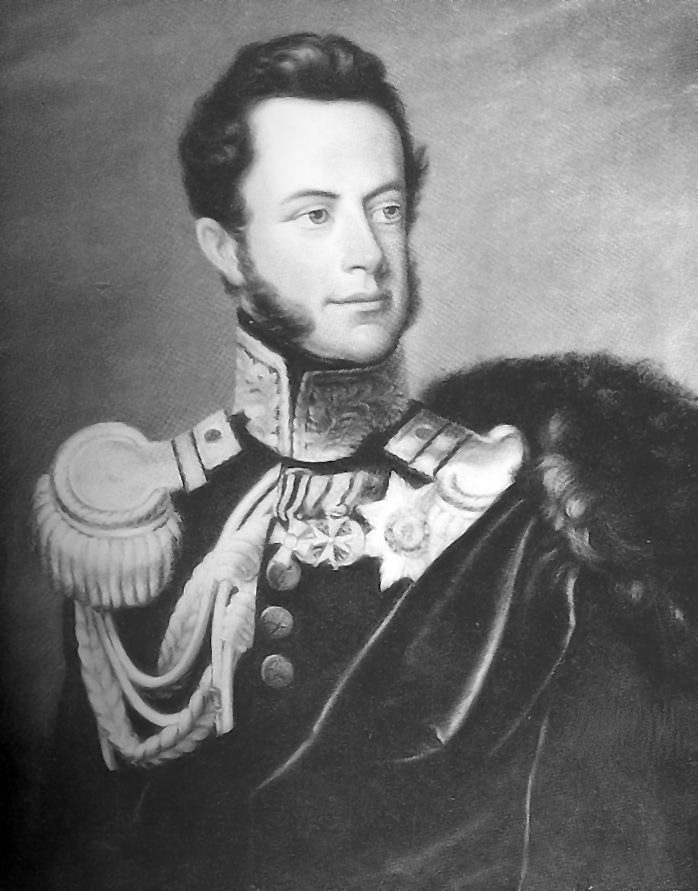
Guilherme I
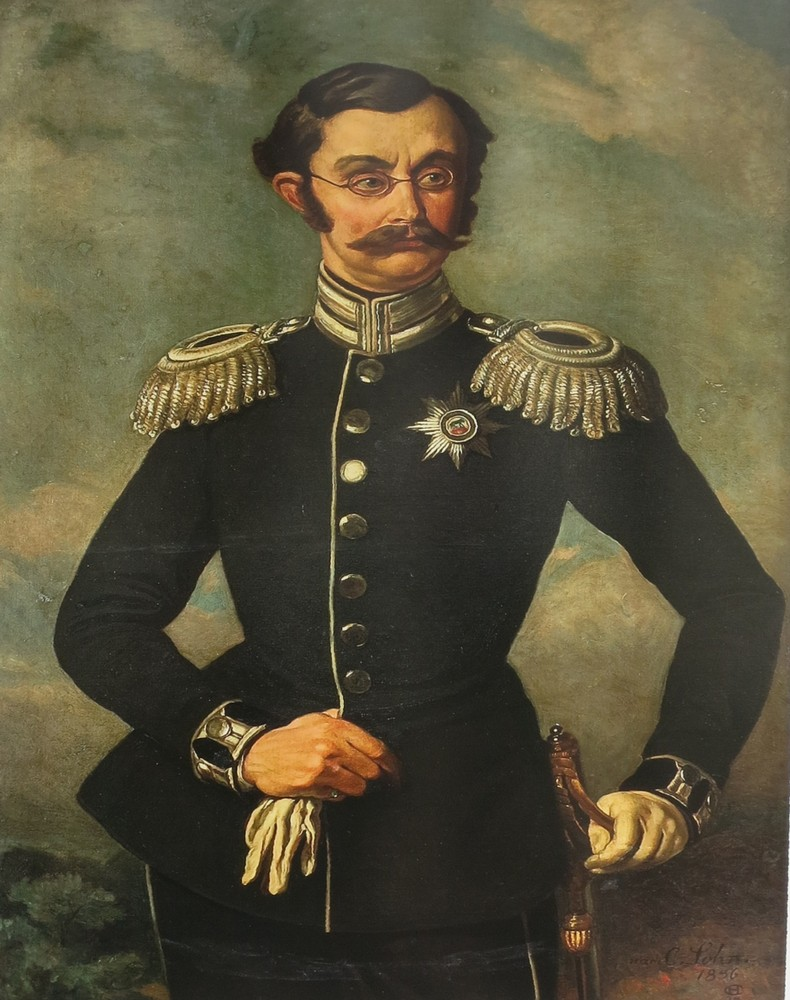
Adolfo I

### Ministros de Estado
| Ministro de Estado                                   | De   | Até  |
| ---------------------------------------------------- | ---- | ---- |
| Hans Cristofer Ernesto de Gagern                     | 1806 | 1811 |
| Ernesto Francisco Luis Marschall de Bieberstein      | 1806 | 1834 |
| Carlos Wilderich de Walderdorff                      | 1834 | 1842 |
| Federico Jorge Carlos Antonio de Bock-Hermsdorff     | 1842 | 1843 |
| Emilio Augusto de Dungern                            | 1843 | 1848 |
| Augusto Hergenhahn                                   | 1848 | 1849 |
| Federico Gerardo de Winzingerode                     | 1849 | 1852 |
| Príncipe Augusto Luis de Sayn-Wittgenstein-Berleburg | 1852 | 1866 |
| Augusto Hergenhahn                                   | 1866 | 1866 |